# Type 89 (VCI)

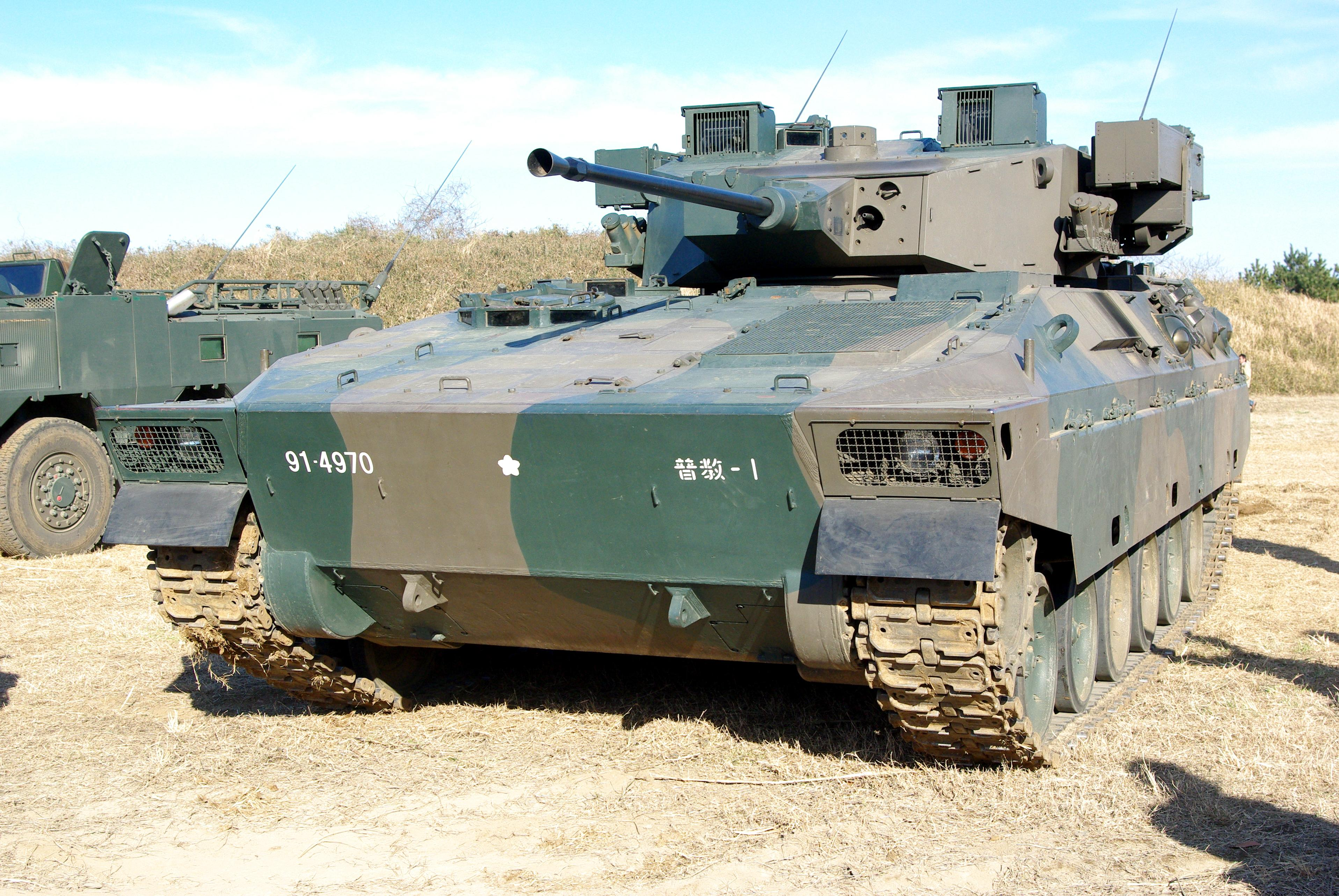
Mitsubishi Type 89 IFV

Le Type 89 (en japonais : 89式装甲戦闘車) est un véhicule blindé de combat d’infanterie en usage au sein des forces d’autodéfense japonaises.

## Présentation
Le Type 89 a été développé dans les années 1980 pour équiper la force terrestre d'autodéfense japonaise en véhicules de combat de petite taille, en remplacement des anciens Type 60. Ce véhicule est comparable au Bradley américain ou au Warrior MCV britannique. Son petit format le rend plus maniable et permet des attaques plus rapides. 
Il est produit par la société Mitsubishi Heavy Industries, qui construit également le type 90, en collaboration avec Komatsu.

## Historique
Premier véhicule de combat d'infanterie du Japon, il est conçu pour opérer avec le char Type 90 Kyū-maru.
Le premier prototype a été réalisé en 1984. Il entre en service en 1989. 68 exemplaires de série sont construits entre 1989 et 2005. Outre les unités de formation, un seul régiment en est équipé, le 11e régiment d'infanterie (mécanisé) de la 7e division stationné à Chitose sur l'île d'Hokkaido.

## Disposition
- Le conducteur se situe à l'avant droit du char. De l'autre côté se trouve le moteur.
- Comme sur tous les chars, il y a deux places : une pour le chef d'engin (à droite) et l'autre pour un tireur.
- Le système de sortie des soldats est une trappe, comme sur le Warrior.
- Le blindé est équipé de trappes/épiscopes comme sur le VAB français, permettant aux soldats de sortir leurs armes et de tirer sur l'ennemi tout en restant en sécurité dans le char.

## Armement
- un canon mitrailleur Oerlikon KDE de 35 mm produit sous licence par Japan Steel Works.
- une mitrailleuse Type 74 de 7,62 × 51 mm Otan[2] à gauche en face du tireur.
- Certains types 89 sont munis de deux missiles guidés antichars Type 79 Jyu-MAT (en) d'une portée de 4 km, ils se trouvent de chaque côté de la tourelle.

## Détails
- Capacité : le char peut embarquer jusqu'à dix hommes (un chef de char, un tireur dans la tourelle et un pilote, ainsi que 7 soldats prêts à intervenir).
- Poids : environ 28 tonnes.
- Vitesse maximale : 70 km/h.
- Autonomie : 400 km sans ravitaillement en carburant.
- Protection additionnelle : dispose d'un système de protection dite NBC (nucléaire, bactériologique et chimique).
- Tourelle : centrée de forme octogonale.
- Système de vision nocturne : situé sur l'avant du char, à côté de la vitre du pilote.
- Roues : 6 galets métalliques de chaque côté (ce qui offre une meilleure adhérence), eux-mêmes protégées par 5 plaques de blindage.
- Divers : L'écoutille arrière possède deux portes et sur celle de gauche, on y trouve généralement deux jerricans de secours

## Sources
- Tank Guy
- Armyrecognition
- Steel Masters, no 60 (revue de modélisme)